# Mihalik Angelika
Mihalik Angelika (Budapest?, 1965? –)[forrás?] magyar ügyvéd, oltásszekptikus aktivista, aki elsősorban az oltásokhoz kapcsolódó ellenvélemények terjesztéséről, valamint az ezekhez kapcsolódó jogi tevékenységéről vált ismertté a 2020-as években. Munkássága jelentős vitákat váltott ki a magyar közéletben és az egészségügyi szférában, különösen azért, mert a védőoltások, a nyájimmunitás és a közegészségügy terén az uralkodó tudományos állításokkal szemben foglal állást. A Szkeptikus Társaság a fentiek miatt neki ítélte a 2025. évi Laposföld-díjat.

## Életpályája

### Tanulmányai
1984 és 1989 között a Szegedi Tudományegyetemen tanult, ahol jogi diplomát szerzett, summa cum laude minősítéssel. 2003-ban közbeszerzési szakértői képesítést szerzett a Budapesti Műszaki és Gazdaságtudományi Egyetemen, majd a Kodolányi János Egyetemen vett részt angol nyelv és irodalom szakos alapképzésben 2020 és 2021 között.

### Szakmai pályafutása
Pályafutása során többek között dolgozott ügyvédként a saját irodájában 2000 és 2010 között, volt a Parlament Közbeszerzési Osztályának vezetője (2010 és 2013 között), majd két évig beszerzési szakértőként tevékenykedett, mielőtt 2015-ben az Egyesült Királyságba költözött. Itt 2024-ig különböző munkakörökben dolgozott, többek között ápolóként és személyi asszisztensként, de 2023-ban újra elkezdett Magyarországon ügyvédként praktizálni, jelenleg is ebben tevékenykedik.

## Oltás- és tudományellenes tevékenysége

### Jogi úton való küzdelem a kötelező oltások ellen
A Magyarországon beadott kötelező védőoltások hatásos és biztonságos voltáról szóló tudományos állásponttal szemben Mihalik Angelika azt állítja, hogy ezek veszélyesek lehetnek a gyermekekre nézve, különösen, ha a gyermekek annyi oltást kapnak, mint Magyarországon, ami Európában Litvánia mellett a többi EU országgal szembemenve kiemelkedően a legtöbb kötelező oltást jelenti. Pereskedésre buzdítja a szülőket az oltások elkerülése érdekében, több esetben "sérelmi díj" követelése mellett, amiért az orvos megtagadta az oltás elkerülésére vonatkozó szakvélemény kiadását. Tevékenysége során gyakran támadja jogi úton az orvosokat és egészségügyi intézményeket, akik a törvényi előírásoknak megfelelően, a Nemzeti Népegészségügyi és Gyógyszerészeti Központ (NNGYK) által előírt oltási kötelezettség alapján járnak el a védőoltások beadásakor. Mihalik Angelika ügyei közül több esetben a bíróságok első fokon elutasították a kereseteket, például azért, mert a szülők nem tudták megfelelően alátámasztani az oltásokkal kapcsolatos károkat vagy a mentesítés orvosi indoklását. 2024 végén végén Pál-Szántó Ágnes ügyvéddel társulva felszólította a belügyminisztert is, hogy az egészségügyért felelős tárcavezető tegyen lépéseket a kötelező védőoltási rendszer megszüntetésére.

### Állításai
Állítása szerint egyetlen Magyarországon alkalmazott kötelező oltásnak sem volt tudományos, valódi kísérlete, sem empírikus megfigyeléseken alapuló kutatása. Az erről szóló írásaiban foglaltakat szakemberek részletesen cáfolták. Tagadja az oltásokkal kiváltható nyájimmunitás tényét. A Covid19-pandémiáról azt állította, hogy annak célja az "új világrend" bevezetése volt, kórokozója egy mesterségesen előállított biológiai fegyver, amely egy önmagánál sokkal veszélyesebb tömegpusztító, intelligens biológiai fegyvert készített elő, ez pedig a Covid19-vakcina.

## Díjai

### Laposföld-díj
A Szkeptikus Társaság 2025-ben dr. Mihalik Angelikának ítélte a Laposföld-díjat, amelyet minden évben annak adományoznak, aki a szervezet és szimpatizánsai szerint a legnagyobb társadalmi kárt okozza tudományellenes vagy áltudományos nézetek terjesztésével. A társaság indoklása szerint Mihalik Angelika tevékenysége aláássa az egészségügyi intézményekbe és a tudományosan megalapozott intézkedésekbe vetett bizalmat, ezáltal növelve a megelőzhető betegségek terjedésének kockázatát.